# Pannarello

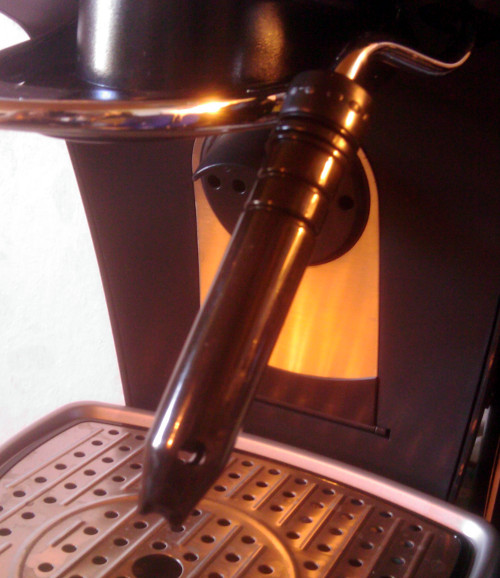
Pannarello an einer Cafissimo Kaffeemaschine

Ein Pannarello  ist ein Kunststoffaufsatz für die Dampfdüsen an Espresso-Maschinen und -Vollautomaten. Es ist eine Milchschaumdüse, welche man an Espressomaschinen anschließt, um Milch aufzuschäumen. Dieser Milchschaum wird für Cappuccino oder Latte macchiato verwendet.
Das bei den meisten Maschinen mitgelieferte Zubehörteil vereinfacht die Herstellung des Milchschaums, der für Getränke wie Cappuccino oder Latte Macchiato benötigt wird. Da eine reine Edelstahldüse sich am Anfang des Schäumens direkt unterhalb der Milchoberfläche befinden muss, um ein optimales Luft-Milch-Verhältnis und feinporigen Milchschaum zu erhalten, ist eine Düse mit Pannarello-Aufsatz leichter zu bedienen: Sie kann einfach in die Milch getaucht werden und saugt automatisch Luft in die Milch, nahezu unabhängig von ihrer Position im Kännchen.
Diese Aufsätze bestehen meist aus zwei oder mehr Teilen: Ein inneres, das im Grunde eine kleine Düse darstellt, und ein äußerer Aufsatz. Dieser hat oft ein winziges Loch, durch das beim Milchaufschäumen Luft angesaugt wird. Diese Luft vermengt sich mit dem Wasserdampf und erzeugt so den Milchschaum.
Möchte man jedoch Latte Art mit dem Milchschaum produzieren, ist es wichtig, die Luftzufuhr beim Schäumen manuell beeinflussen zu können. Dafür muss man entweder das kleine Luftloch im äußeren Pannarello-Teil verschließen (etwa mit einem kleinen Holzstäbchen), oder das äußere Teil einfach weglassen und nur mit der Dampfdüse schäumen. Das erfordert aber viel Übung und eine andere Schäumtechnik. Grundsätzlich ist es mit einem Pannarello nicht möglich, die gleiche Feinporigkeit wie bei gekonnt klassisch geschäumtem Schaum zu erreichen. Bei einigen Pannarellos kann man das äußere Rohr entfernen, um damit nahezu gleich gute Ergebnisse wie mit einer klassischen Düse zu ermöglichen.